# Spray Lakes Reservoir
Spray Lakes Reservoir är en reservoar i Kanada.   Den ligger i provinsen Alberta, i den centrala delen av landet, 3 000 km väster om huvudstaden Ottawa. Spray Lakes Reservoir ligger 1 801 meter över havet.
Trakten runt Spray Lakes Reservoir består i huvudsak av gräsmarker. Trakten runt Spray Lakes Reservoir är nära nog obefolkad, med mindre än två invånare per kvadratkilometer.